# Герб Нижнеингашского района
Герб муниципального образования Нижнеинга́шский район Красноярского края Российской Федерации.
Герб утверждён Решением Нижнеингашского районного Совета депутатов № 24-421 от 25 марта 2008 года.
Герб внесён в Государственный геральдический регистр Российской Федерации под № 4592.

## Описание герба
«В лазоревом поле с червлёной оконечностью золотая распростёртая птица прямо, от крыльев которой в стороны сообразно перьям отходят золотые языки пламени».

## Описание символики герба
Лазоревый (синий) цвет — это просторы района, его водные ресурсы (реки, озера, родники), это символ чистого неба, а также чести, благородства, духовности и возвышенных устремлений.
Золото — богатство района (леса, поля, полезные ископаемые), это символ стабильности, уважения и интеллекта.
Червлёный (красный) цвет — красота района, жизнеутверждающая сила, мужество, а также территориальная принадлежность к Красноярскому краю (фон символов края красного цвета).
Птица — солярная фигура восходящего солнца (Нижнеингашский район — восточная граница Красноярского края (солнце всходит на востоке); район с шестнадцатью муниципальными образованиями и тремя жизненно важными артериями (федеральная автомобильная дорога «Байкал», железная дорога, нефтепровод).

## История герба
Первоначально, утверждённый 25 марта 2008 года герб района имел следующее описание: «В лазоревом поле золотая птица, летящая вверх с распростертыми крыльями о шестнадцати сияющих перьях и тройничным хвостом; оконечность — червлёная».
21 ноября 2008 года решением Нижнеингашского районного Совета депутатов было утверждено новое описание герба, ныне действующее.